# أري مايرز
أري مايرز (بالإنجليزية: Ari Meyers)‏ هي ممثلة أمريكية، ولدت في 6 أبريل 1969 في سان خوان في الولايات المتحدة.

## أعمال

### مسلسلات
- موردر

## وصلات خارجية
- أري مايرز على موقع IMDb (الإنجليزية)
- أري مايرز على موقع ألو سيني (الفرنسية)
- أري مايرز على موقع أول موفي (الإنجليزية)
- أري مايرز على موقع قاعدة بيانات الأفلام السويدية (السويدية)
- أري مايرز على موقع إن إن دي بي (الإنجليزية)
- أري مايرز على موقع قاعدة بيانات الفيلم (الإنجليزية)
- أري مايرز على موقع كينوبويسك (الروسية)